# Thân vương quốc Chủ quyền Liên hiệp Hà Lan
Thân vương quốc Chủ quyền Liên hiệp Hà Lan (tiếng Hà Lan: Soeverein Vorstendom der Verenigde Nederlanden) là một cựu chính thể tồn tại từ 1813 đến 1815 và tiền thân của Vương quốc Liên hiệp Hà Lan.